# Kabinett Platzeck II
Das Kabinett Platzeck II bildete vom 13. Oktober 2004 bis zum 6. November 2009 die Landesregierung von Brandenburg.
| Amt                                                 | Name                                             | Partei | Partei |
| --------------------------------------------------- | ------------------------------------------------ | ------ | ------ |
| Ministerpräsident                                   | Matthias Platzeck                                |        | SPD    |
| Stellvertretende/r Ministerpräsident/in             | Jörg Schönbohm (bis 19. Februar 2007)            |        | CDU    |
| Stellvertretende/r Ministerpräsident/in             | Ulrich Junghanns (Februar 2007 bis Oktober 2008) |        | CDU    |
| Stellvertretende/r Ministerpräsident/in             | Johanna Wanka (ab 4. November 2008)              |        | CDU    |
| Inneres                                             | Jörg Schönbohm                                   | CDU    |        |
| Finanzen                                            | Rainer Speer                                     |        | SPD    |
| Justiz                                              | Beate Blechinger                                 |        | CDU    |
| Wirtschaft                                          | Ulrich Junghanns                                 | CDU    |        |
| Arbeit, Soziales, Gesundheit und Familie            | Dagmar Ziegler                                   |        | SPD    |
| Ländliche Entwicklung, Umwelt und Verbraucherschutz | Dietmar Woidke                                   | SPD    |        |
| Bildung, Jugend und Sport                           | Holger Rupprecht                                 | SPD    |        |
| Wissenschaft, Forschung und Kultur                  | Johanna Wanka                                    |        | CDU    |
| Infrastruktur und Raumordnung                       | Frank Szymanski (bis 29. November 2006)          |        | SPD    |
| Infrastruktur und Raumordnung                       | Reinhold Dellmann (ab 13. Dezember 2006)         |        | SPD    |